# Vittima (singolo)
Vittima è un singolo del gruppo musicale italiano Modà, il quinto estratto dall'album Viva i romantici e pubblicato il 13 maggio 2011.

## Il brano
Kekko Silvestre, frontman e cantante del gruppo, ha dichiarato relativamente al brano:
(Kekko Silvestre)

## Video musicale
Il video musicale prodotto per Vittima è stato pubblicato sul canale YouTube ufficiale dei Modà l'11 maggio 2011, due giorni prima dell'uscita ufficiale del singolo. Il video, girato nelle campagne mantovane, è stato diretto da Gaetano Morbioli.

## Classifiche
| Classifica (2011) | Posizione massima |
| ----------------- | ----------------- |
| Italia            | 27                |